# Morozowka (rejon karasucki)
Morozowka (ros. Морозовка) – wieś (sieło) w Rosji, w obwodzie nowosybirskim, w rejonie karasuckim. W 2010 liczyła 693 mieszkańców.